# Kamienica Pod Pszczółkami w Krakowie
Kamienica Pod Pszczółkami – zabytkowa kamienica znajdująca się w Krakowie, w dzielnicy I Stare Miasto przy ulicy św. Marka 8, na Starym Mieście.

## Historia
Czynszowa kamienica została wzniesiona w latach 1937-1938 w miejscu wyburzonej wcześniejszej zabudowy na zlecenie Komunalnej Kasy Oszczędności Powiatu Krakowskiego. Projektantem modernistycznego budynku był Fryderyk Tadanier.
11 sierpnia 2023 roku przy kamienicy na ulicy św.Marka 8 w Krakowie odbyła się uroczystość odsłonięcia i poświęcenia tablicy upamiętniającej Państwa Jadwigę i Zygmunta Karłowskich.

## Architektura
Kamienica Pod Pszczółkami wpisuje się w kontekst architektoniczny okolicy, a w jej formie wyraźnie widać nawiązania do dawnej architektury. Odwołanie do lokalnej tradycji stanowi rozbudowany portal, oblicowany kamieniem, tralki oraz attyka. Funkcję godła kamienicy pełnią trzy pełnoplastyczne rzeźby przedstawiające pszczoły, umieszczone między oknami pierwszego i drugiego piętra. Motyw pszczoły nawiązuje do biblijnego symbolu pracowitości oraz oszczędności i był często wykorzystywany do dekoracji budynków stanowiących inwestycje Kas Oszczędności.
We wnętrzu kamienicy zaprojektowano duże, luksusowe mieszkania. Największe z nich, sześciopokojowe, o dwóch holach i dwóch służbówkach, zajęło całe pierwsze piętro. Takie umieszczanie lokalu najbardziej prestiżowego było powszechne w kamienicach i nawiązuje do tradycji piano nobile – piętra reprezentacyjnego wprowadzonego w nowożytnej architekturze pałacowej.

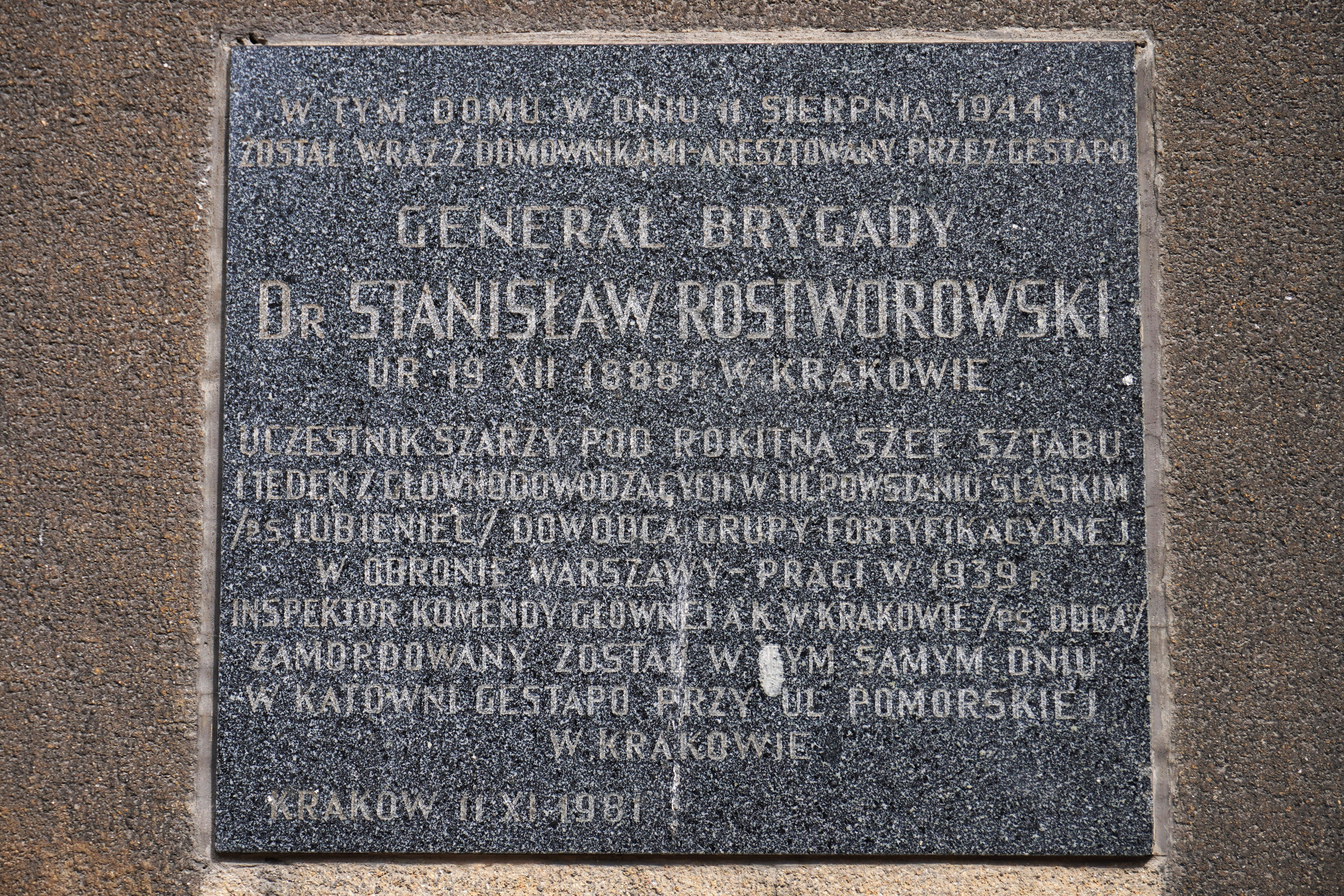
Tablica, wmurowana w elewację kamienicy, upamiętniająca aresztowanie na jej terenie gen. Stanisława Rostworowskiego dnia 11 sierpnia 1944 roku
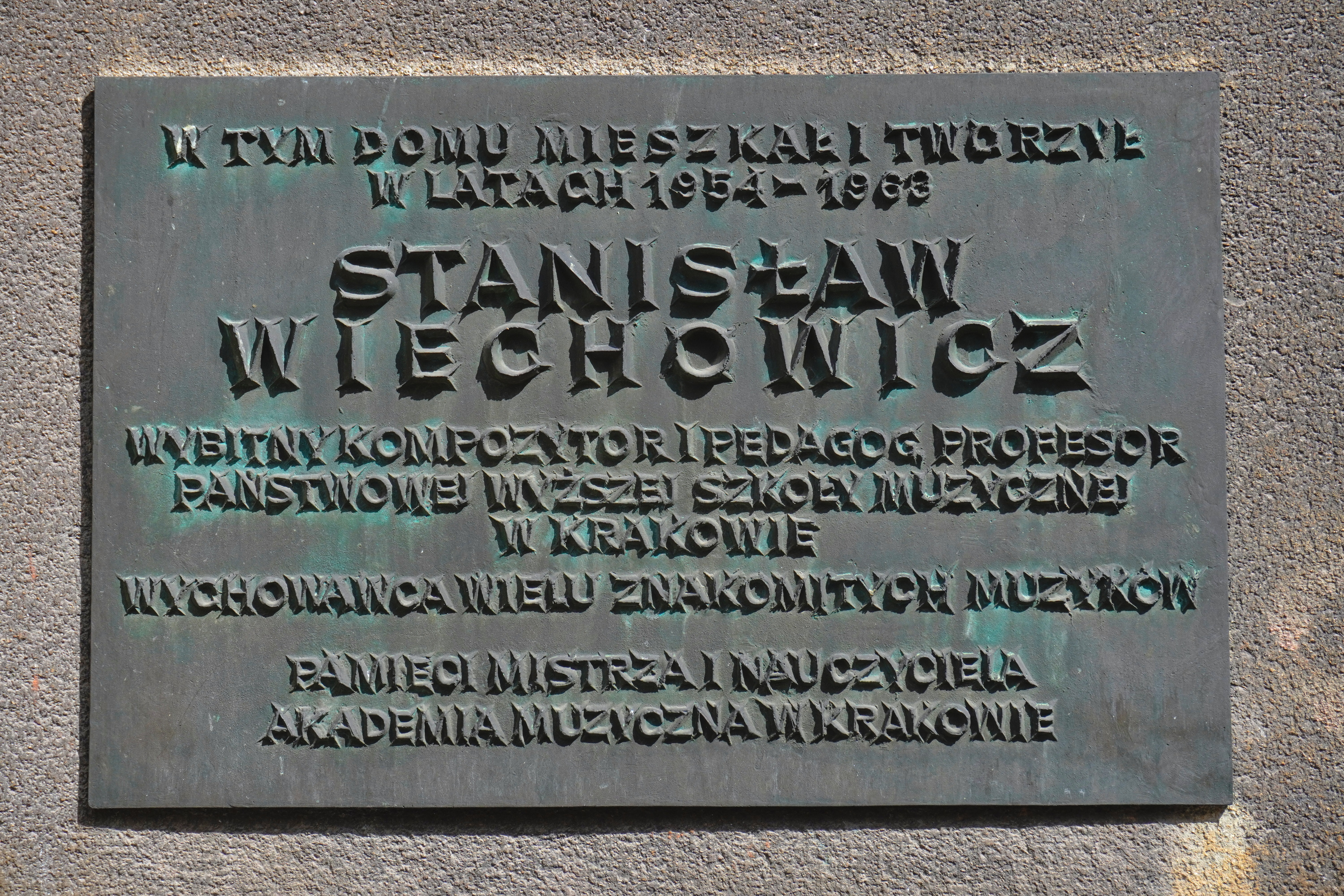
Tablica, wmurowana w elewację kamienicy, upamiętniająca zamieszkiwanie jej przez Stanisława Wiechowicza w latach 1954–1963
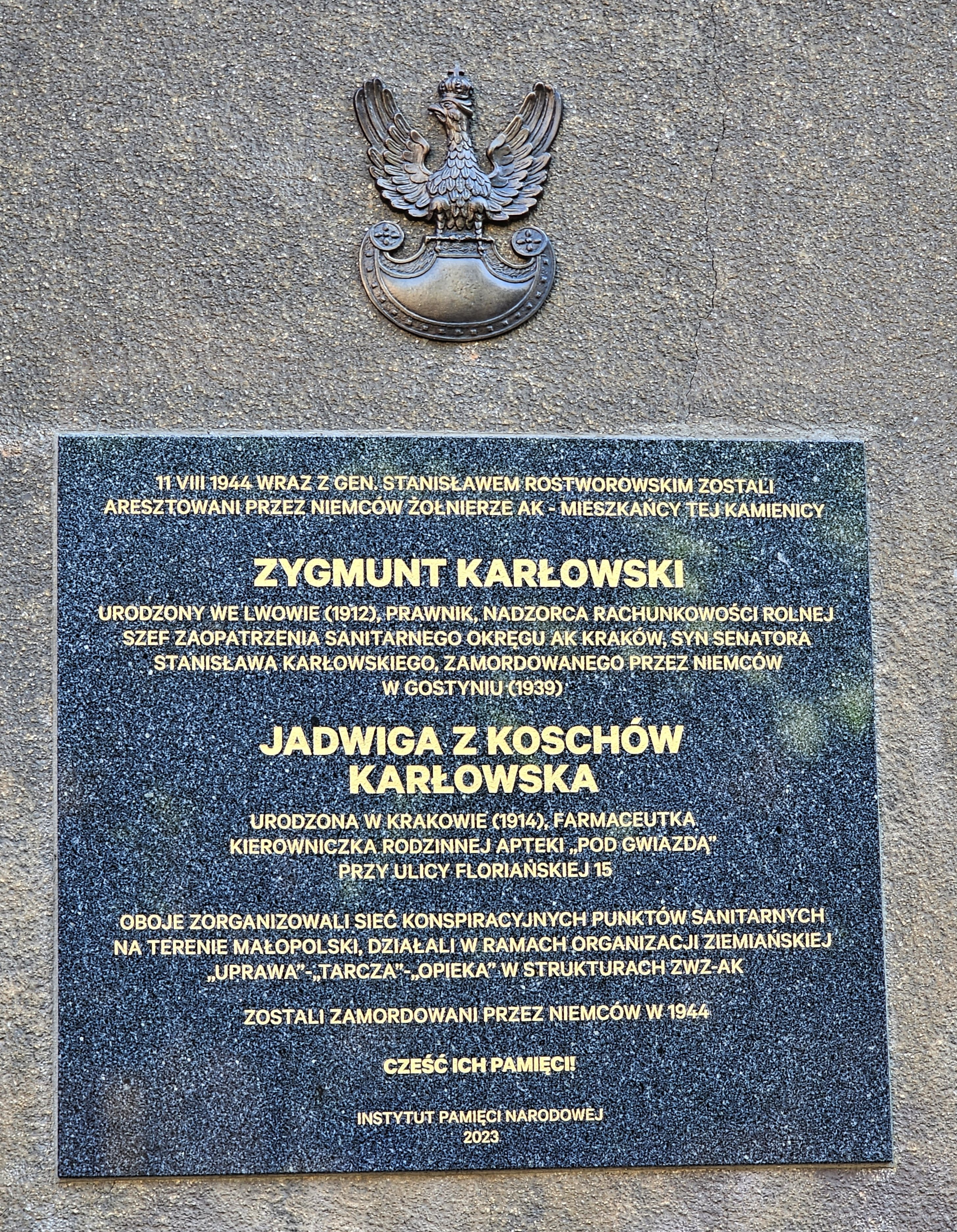
Tablica wmurowana w elewację kamienicy, upamiętniająca działaczy Armii Krajowej Jadwigę i Zygmunta Karłowskich aresztowanych przez Niemców 11 sierpnia 1944 roku